# Глас Пророка
«Глас Пророка» — российская хеви-метал-группа. Основана в 2007 году в Смоленске гитаристом и вокалистом Ильёй Храпаковым.

## История
Группа Глас Пророка образовалась в городе Смоленске, в ноябре 2007 года по инициативе вокалиста, гитариста и автора песен Илья Храпаков, сразу взяв курс на исполнение музыки в стиле хэви-метал. После многочисленных смен составов к маю 2011 состав стабилизировался в него вошли барабанщик Евгений Лукьянов (Гинденбург-Блюз), басист Андрей Жиденков, до этого в группе играли сессионные музыканты. Группа выступает в составе трио на таких фестивалях как «Эпидемия Рока» (первое место в номинации «вокал»), «Рок-Выборы» и «Возрождение». Также группа участвует в ряде концертов под названием «Рок-квартирник».
Глас Пророка стала первой смоленской рок-группой давшей сольный концерт в Москве. Концерт посетил известный миссионер игумен Сергий Рыбко. Продолжилась запись нового альбома и 2 августа альбом под названием «Я вернусь… к тебе…» увидел свет. Для трибьюта группы Мастер была записана кавер-версия композиции «Стальная дверь». Двойной трибьют-альбом группы МАСТЕР - "Talk of the MASTER Generation" вышел 23 февраля 2014 на лейбле CD-Maximum. Так же в 2014 году группа записала кавер-версию на песню "Обгоняй" группы Август для интернационального трибьюта, участие в котором приняли группы из России, с Украины, из Белоруссии, Болгарии, Эстонии.
В июле 2015 года группа приступила к записи нового альбома в который вошли композиции написанные в период 2012-2015 годов и несколько ремейков старых композиций. В записи вступительного трека принял участие Александр Пожаров широко известный актер театра и кино а также создатель образа Шуры Каретного.

## Творчество
Творчество группы многогранно и впитывает в себя все ветви тяжёлого рока. В 2010 году группа записала русскую народную песню «Долюшка» сделав её в тяжёлом роке. Так же группа являет лауреатом международного конкурса «Песни нашей победы» и специально для этого конкурса группа сделала кавер-версию песни военных лет «Песня о русском штыке» чем дала песне новую жизнь. В творчестве раскрываются темы патриотизма, любви, странствий, одиночества. Главный герой композиций — непобедимый воин который всегда добивается своей цели.

## Состав

### Действующий
- Илья Храпаков — вокал, лидер-гитара
- Дмитрий Казаков  — бас-гитара
- Максим Беляков — барабаны

### Бывшие участники
- Максим Ходченков — барабаны
- Антон Царьков — барабаны
- Евгений Лукьянов — барабаны
- Андрей Родин — барабаны
- Александр Волохин — барабаны
- Андрей Данилов — барабаны
- Михаил Шаповалов — барабаны
- Александр Надточиев — бас-гитара
- Андрей Жиденков — бас-гитара
- Дмитрий Назаренко — бас-гитара
- Николай Волохин — бас-гитара
- Павел Кукса — бас-гитара
- Татьяна Моисеева — клавиши
- Евгений Осипов — гитара
- Александр Поляков — гитара

## Дискография
- 2008 — «Вперёд» (сингл)
- 2009 — «Глас Пророка» (демо)
- 2011 — «Я вернусь…к тебе…» (демо)
- 2013 — «Live in Moscow» (bootleg)
- 2015 — «Глас Пророка»

## Сборники
- 2014 — «Talk Of The Master Generation»
- 2016 — «A Tribute to АВГУСТ - 33»

#### Рецензии
- Рецензия на альбом «Глас Пророка» в журнале Rockcor №1, 2016 год